# جرج پی. بوش
جرج پی. بوش (انگلیسی: George P. Bush؛ زادهٔ ۲۴ آوریل ۱۹۷۶) وکیل، افسر ذخیره نیروی دریایی آمریکا، سرمایه‌گذار در املاک و سیاستمدار آمریکایی است که به عنوان کمیسیونر اداره عمومی زمین تگزاس فعالیت می‌کند. او بزرگترین فرزند جب بوش فرماندار سابق فلوریدا، برادرزادهٔ رئیس جمهور سابق جرج دبلیو بوش، و نوهٔ رئیس جمهور سابق جرج هربرت واکر بوش است. جرج هم به افتخار سناتور پرسکات بوش پدر پدربزرگش نامگذاری شده است.